# ホテル・ニッコー・メキシコ
ホテル・ニッコー・メキシコ（Hotel Nikko Mexico）は、メキシコのメキシコシティにあったホテル。JALホテルズの1つであった。2012年5月19日に名称をハイアット リージェンシー メキシコシティに変更した。

## 概要

### メキシコを代表する高級ホテル
1987年11月に開業した。開業当時メキシコの大統領であったミゲル・デ・ラ・マドリ・ウルタードのファミリー企業が51%出資したため、開業パーティーには大統領本人が主賓として出席し、開業を宣言した。
メキシコシティ中心部の高級住宅街、ポランコに隣接するチャプルテペック公園の一角に位置する。周囲を公園と住宅街に囲まれていることから周囲に高いビルが少ないこともあり、中層階以上では殆どの客室からメキシコシティを一望することができる。これらのことから開業当時よりメキシコシティを代表する高級ホテルの一つとして君臨している。

### 充実した日本人対応
日本航空系のホテルということもあり、館内には和食や鉄板焼きレストランがある他、日本人スタッフも多く、日本語によるサービスも充実している。さらに、諸外国の大使館も立ち並び、日本企業の駐在員も多く在住する治安のよい地域にあることから、多くの日本人ビジネス客や観光客が利用するほか、日本航空がメキシコシティに乗り入れていた際には、同社のパイロットや客室乗務員も利用していた。

## 所在地
- Campos Eliseos No.204, Col. Polanco Chapultepec 11560, Mexico, D.F.

## 客室
- 752室

## 設備
- 弁慶：和食
- テッパングリル：鉄板焼
- El Jardin：レストラン

ほか

## アクセス
- メキシコシティ国際空港
  - タクシーで約30分

## 近隣施設
- チャプルテペック公園
  - 国立人類学博物館
  - チャプルテペック動物園
  - エスタディオ・アステカ
- レフォルマ大通り